# Пламен Марков (режисьор)
Вижте пояснителната страница за други личности с името Пламен Марков.
Пламен Маринов Марков е български режисьор и театрален педагог, професор в НАТФИЗ „Кръстьо Сарафов“.

## Биография
Роден е на 10 октомври 1955 г. в София, макар някои източници да го водят роден през 1956 г.
Завършва Първа езикова гимназия в град Варна, а през 1980 г. – ВИТИЗ „Кръстьо Сарафов“ със специалност „Режисура за драматичен театър“ в класа на професор Сашо Стоянов.
В периода 1980 – 1985 г. Марков е щатен режисьор и по-късно директор на Драматичния театър „Стефан Киров“. През 1985 – 1989 г. режисира в Театъра на Народната армия. Също така режисира телевизионни пиеси, както и новогодишните спектакли на БНТ.
През 1989 – 1996 г. е директор и главен творчески ръководител в Сатиричния театър „Алеко Константинов“. През 1992 г. режисира „Шареният“, документален филм за Никола Анастасов. От 2004 до 2007 г. изпълнява дейността на художествен консултант към Драматичния театър „Гео Милев“. От 2012 г. е главен режисьор в Драматичния театър „Стоян Бъчваров“. Марков гастролира в Лондон, Москва, Виена и Тел Авив и провежда уъркшопове в Румъния, Китай, Македония и Индия.
От 1986 г. е асистент на професор Димитрина Гюрова по актьорство за драматичен театър във ВИТИЗ. От 1996 г. е щатен преподавател по специалността, първоначално заедно с покойния Богдан Сърчаджиев, а после с Ивайло Христов. Сред студентите им са Мая Кисьова, Веселина Михалкова, Станислав Димитров, Йоанна Микова, Василена Радева, Кирил Ивайлов, Лора Мутишева, Мартин Герасков, Стайко Мурджев, Явор Бахаров, Момчил Степанов, Радина Кърджилова, Ованес Торосян, Луиза Григорова и Венцислав Сариев.
През 1991 г. Марков придобива научната степен доцент, а осем години по-късно – професор. От 2012 г. е декан на факултет „Сценични изкуства“, след което Снежина Танковска поема поста.

## Поставени пиеси
Режисьор е на над 60 театрални постановки, измежду които:
- „Албена“ на Йордан Йовков
- „Контрабасът“ на Патрик Зюскинд в народен театър „Иван Вазов“
- „Вуйчо Ваньо“ на Антон Павлович Чехов в драматичен театър „Стоян Бъчваров“
- „Тойбеле и нейният демон“ на Исаак Башевис Сингер и Ева Фридман в драматичен тетър „Гео Милев“.
- „Отблизо“ на Патрик Марбър в театър „Възраждане“
- „Заболяването младост“ на Фердинанд Брукнер в драматичен театър „Стефан Киров“
- „Ричард III“ на Уилиам Шекспир в драматичен театър „Стоян Бъчваров“
- „Г-н Колпрет“ на Давид Гезелман в теaтър „НАТФИЗ“
- „Шпионажът от каменната ера или гущерчето' на Александър Володин в сатиричен театър „Алеко Константинов“.
- „Криминале от каменната ера или двете стрели“ на Александър Володин в театър „НАТФИЗ“
- „Ревизор“ на Николай Гогол в драматичен театър „Стоян Бъчваров“
- „Измяна“ на Харолд Пинтър в драматичен театър „Стоян Бъчваров“
- „Сганарел. Два фарса“ на Молиер в драматичен театър „Стоян Бъчваров“
- „Наопаки всичко-театрален сериал“ на Молиер в драматичен театър „Стоян БЪчваров“
- „Анатол“ на Артур Шницлер в театър „НАТФИЗ“
- „Вечер на класа на проф. Пламен Марков“ на Пламен Марков в театър „НАТФИЗ“
- „Преселението 1829“ на Балчо Нейков в театър „НАТФИЗ“
- „Ретро“ на Александър Галин в Драматичен театър „Стоян Бъчваров“
- „Вехти войводе: Индже“ на Балчо Нейков в драматичен театър „Стефан Киров“
- „Злополучно криминале“ на Хенри Люис в сатиричен театър „Алеко Константинов“
- „Бай Балчо споменува“ на Пламен Марков в театър „НАТФИЗ“
- „Брак по принуда“ на Молиер в театър „Българска армия“
- „Вечерята“ на Херман Кох в театър „София“
- „Лисугерът“ на Славомир Мрожек в тетър „Българска армия“
- „After Covid generation“ на Пламен Марков в театър „НАТФИЗ“
- „Училище за жени“ на Молиер
- „Частен детектив“ на Алън Шейфър
- „Вавилонската кула“ на Маргарит Минков
- „Семейство Тот“ на Ищван Йоркен
- „Явява се разносвачът на лед“ на Юджийн О'Нийл
- „Портиерът“ на Нийл Саймън
- „Прозорецът“ на Константин Илиев
- „Макбед“ от Йожен Йонеско
- „Лов на хлебарки“ на Януш Гловацки
- „Арт“ на Ясмина Реза
- „Рондо“ на Артур Шницлер
- „Куцльото от забутания остров“ на Мартин Макдона
- „Напразни усилия в лятна нощ“ на Уилям Шекспир, Уди Алън, Том Стопард и Петер Хандке
- „Макбет“ на Уилям Шекспир
- „Български работи“ на Балчо Нейков
- „Божествата на касапите“ на Ясмина Реза
- „Хеда Габлер“ от Хенрик Ибсен
- „Контрабасът“ от Патрик Зюскинд (моноспектакъл на Валентин Ганев)
- „Юлий Цезар“ на Уилям Шекспир
- „Гленгари Глен Рос“ на Дейвид Мамет
- „Нощта на 16-и януари“ на Айн Ранд
- „Влюбеният Шекспир“ на Том Стопард
- „12-те гневни“ на Реджиналд Роуз
- „Как Инджето не стана цар“ – текстът е събран и адаптиран от проф. Марков по записки на Балчо Нейков